# راپنتیکام کارتامویدس
راپنتیکام کارتامویدس (نام علمی: Rhaponticum carthamoides) نام یک گونه از تیره کاسنیان است.